# Тук (Ровишће)
Тук је насељено место у општини Ровишће, Бјеловарско-билогорска жупанија, Република Хрватска.

## Историја
До нове територијалне организације у Хрватској место је припадало бившој великој општини Бјеловар.

## Становништво
На попису становништва 2011. године, Тук је имао 354 становника.

## Попис1991.
На попису становништва 1991. године, насељено место Тук је имало 447 становника, следећег националног састава:
| Попис 1991.‍  | Попис 1991.‍  | Попис 1991.‍ | Попис 1991.‍ | Попис 1991.‍ |
| ------------ | ------------ | ----------- | ----------- | ----------- |
|              |              |             |             |             |
| Хрвати       | Хрвати       |             | 402         | 89,93%      |
| Срби         | Срби         |             | 11          | 2,46%       |
| Југословени  | Југословени  |             | 8           | 1,78%       |
| неопредељени | неопредељени |             | 3           | 0,67%       |
| непознато    | непознато    |             | 23          | 5,14%       |
| укупно: 447  |              |             |             |             |